# Pettonville
Pettonville est une commune française située dans le département de Meurthe-et-Moselle, en région Grand Est.

## Géographie
- 1Carte dynamique
- 2Carte OpenStreetMap
- 3Carte topographique
- 4Carte avec les communes environnantes

| Réclonville  | Herbéviller |             |
|              | Pettonville | Mignéville  |
| Hablainville |             | Vaxainville |

### Hydrographie
La commune est dans le bassin versant du Rhin, au sein du bassin Rhin-Meuse. Elle est drainée par la Verdurette et le ravin de Charpont,.
La Verdurette, d'une longueur de 11 km, prend sa source dans la commune de Neufmaisons et se jette  dans la Vezouze à Fréménil, après avoir traversé onze communes. 

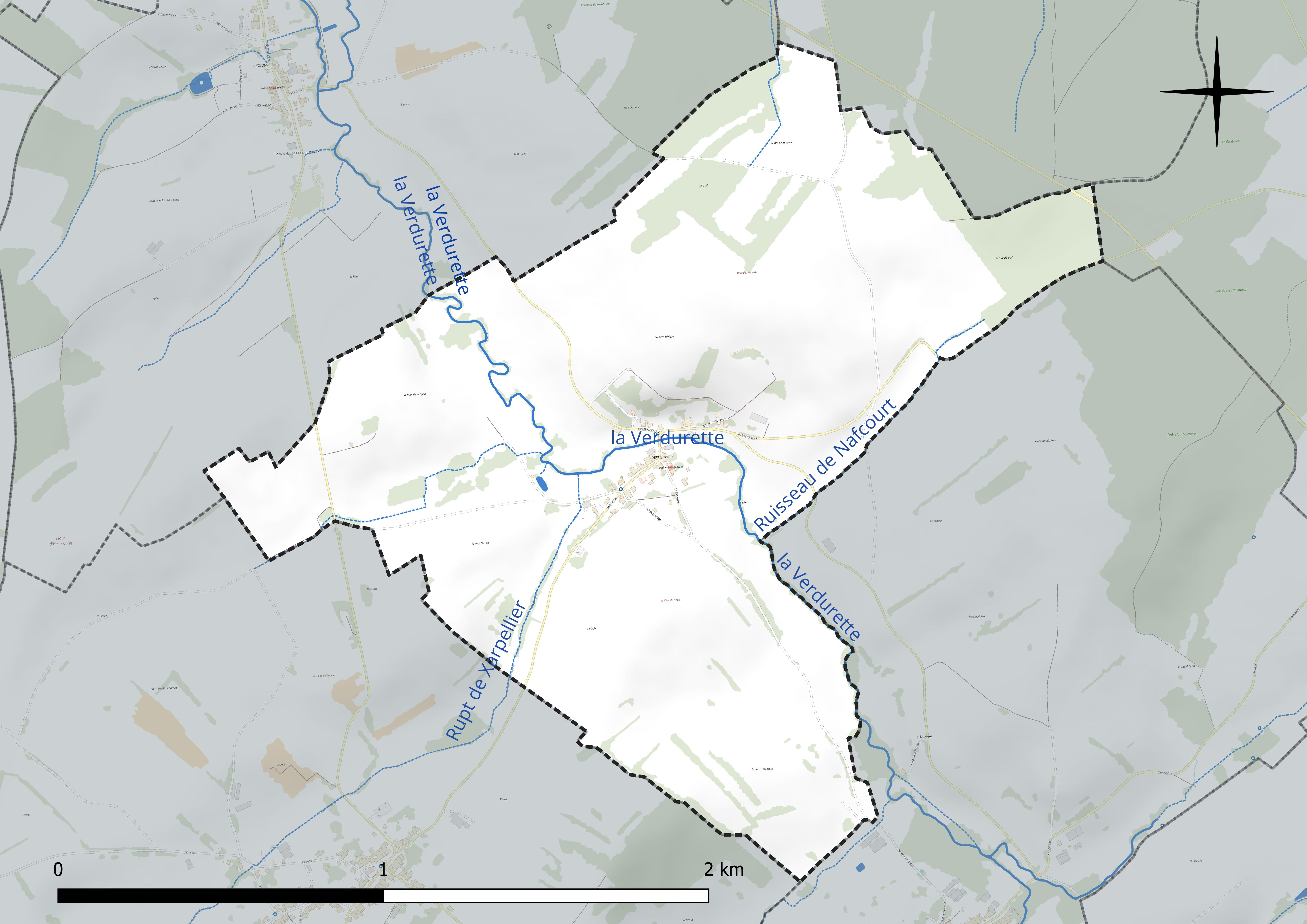
Réseau hydrographique de Pettonville.

### Climat
Pour des articles plus généraux, voir Climat du Grand Est et Climat de Meurthe-et-Moselle.
En 2010, le climat de la commune est de type climat des marges montargnardes, selon une étude du Centre national de la recherche scientifique s'appuyant sur une série de données couvrant la période 1971-2000. En 2020, Météo-France publie une typologie des climats de la France métropolitaine dans laquelle la commune est exposée à un climat semi-continental et est dans la région climatique  Vosges, caractérisée par une pluviométrie très élevée (1 500 à 2 000 mm/an) en toutes saisons et un hiver rude (moins de 1 °C). 
Pour la période 1971-2000, la température annuelle moyenne est de 9,8 °C, avec une amplitude thermique annuelle de 16,9 °C. Le cumul annuel moyen de précipitations est de 951 mm, avec 12,4 jours de précipitations en janvier et 10 jours en juillet. Pour la période 1991-2020, la température moyenne annuelle observée sur la station météorologique de Météo-France la plus proche, « St Maurice », sur la commune de Saint-Maurice-aux-Forges à 8 km à vol d'oiseau, est de 10,5 °C et le cumul annuel moyen de précipitations est de 837,4 mm. 
La température maximale relevée sur cette station est de 39,2 °C, atteinte le 25 juillet 2019 ; la température minimale est de −19,9 °C, atteinte le 1er mars 2005,,. 
Les paramètres climatiques de la commune ont été estimés pour le milieu du siècle (2041-2070) selon différents scénarios d'émission de gaz à effet de serre à partir des nouvelles projections climatiques de référence DRIAS-2020. Ils sont consultables sur un site dédié publié par Météo-France en novembre 2022.

## Urbanisme

### Typologie
Au 1er janvier 2024, Pettonville est catégorisée commune rurale à habitat dispersé, selon la nouvelle grille communale de densité à sept niveaux définie par l'Insee en 2022.
Elle est située hors unité urbaine et hors attraction des villes,.

### Occupation des sols
L'occupation des sols de la commune, telle qu'elle ressort de la base de données européenne d’occupation biophysique des sols Corine Land Cover (CLC), est marquée par l'importance des territoires agricoles (92,8 % en 2018), une proportion identique à celle de 1990 (92,8 %). La répartition détaillée en 2018 est la suivante : terres arables (67 %), prairies (20,7 %), forêts (6,8 %), zones agricoles hétérogènes (5,1 %), milieux à végétation arbustive et/ou herbacée (0,4 %). L'évolution de l’occupation des sols de la commune et de ses infrastructures peut être observée sur les différentes représentations cartographiques du territoire : la carte de Cassini (XVIIIe siècle), la carte d'état-major (1820-1866) et les cartes ou photos aériennes de l'IGN pour la période actuelle (1950 à aujourd'hui).

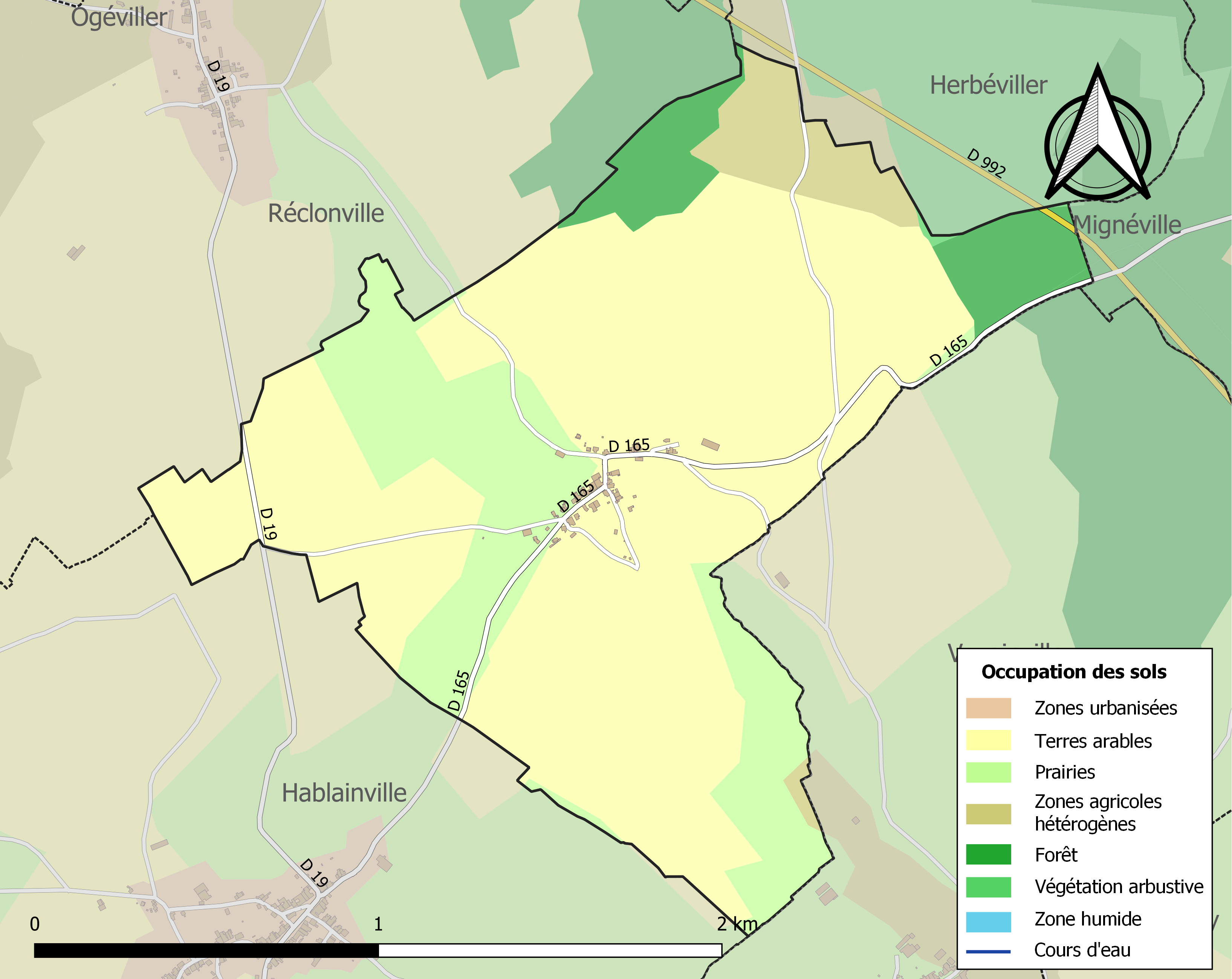
Carte des infrastructures et de l'occupation des sols de la commune en 2018 (CLC).

## Toponymie
Le nom de la localité est attesté sous les formes Betonisvilla (1252) ; Betonville (1295) ; Bethonville (1590).

## Politique et administration
| Période                                  | Période      | Identité       | Étiquette | Qualité           |
| ---------------------------------------- | ------------ | -------------- | --------- | ----------------- |
| Les données manquantes sont à compléter. |              |                |           |                   |
| mars 2001                                | mars 2008    | Jérôme Fuchs   |           |                   |
| mars 2008                                | juillet 2020 | Bernard Zabel  |           | Retraité agricole |
| juillet 2020                             | En cours     | Alain Fortier, |           | Chauffeur         |

## Population et société

### Démographie
L'évolution du nombre d'habitants est connue à travers les recensements de la population effectués dans la commune depuis 1793. Pour les communes de moins de 10 000 habitants, une enquête de recensement portant sur toute la population est réalisée tous les cinq ans, les populations de référence des années intermédiaires étant quant à elles estimées par interpolation ou extrapolation. Pour la commune, le premier recensement exhaustif entrant dans le cadre du nouveau dispositif a été réalisé en 2006.

En 2022, la commune comptait 66 habitants, en stagnation par rapport à 2016 (Meurthe-et-Moselle : −0,13 %, France hors Mayotte : +2,11 %).
| 1793 | 1800 | 1806 | 1821 | 1831 | 1836 | 1841 | 1846 | 1851 |
| ---- | ---- | ---- | ---- | ---- | ---- | ---- | ---- | ---- |
| 120  | 123  | 89   | 153  | 170  | 197  | 208  | 206  | 215  |

| 1856 | 1861 | 1872 | 1876 | 1881 | 1886 | 1891 | 1896 | 1901 |
| ---- | ---- | ---- | ---- | ---- | ---- | ---- | ---- | ---- |
| 205  | 177  | 186  | 169  | 165  | 174  | 146  | 113  | 119  |

| 1906 | 1911 | 1921 | 1926 | 1931 | 1936 | 1946 | 1954 | 1962 |
| ---- | ---- | ---- | ---- | ---- | ---- | ---- | ---- | ---- |
| 118  | 113  | 110  | 81   | 79   | 78   | 48   | 62   | 59   |

| 1968 | 1975 | 1982 | 1990 | 1999 | 2006 | 2011 | 2016 | 2021 |
| ---- | ---- | ---- | ---- | ---- | ---- | ---- | ---- | ---- |
| 69   | 61   | 47   | 48   | 43   | 54   | 60   | 66   | 67   |

| 2022 | - | - | - | - | - | - | - | - |
| ---- | - | - | - | - | - | - | - | - |
| 66   | - | - | - | - | - | - | - | - |

## Culture locale et patrimoine

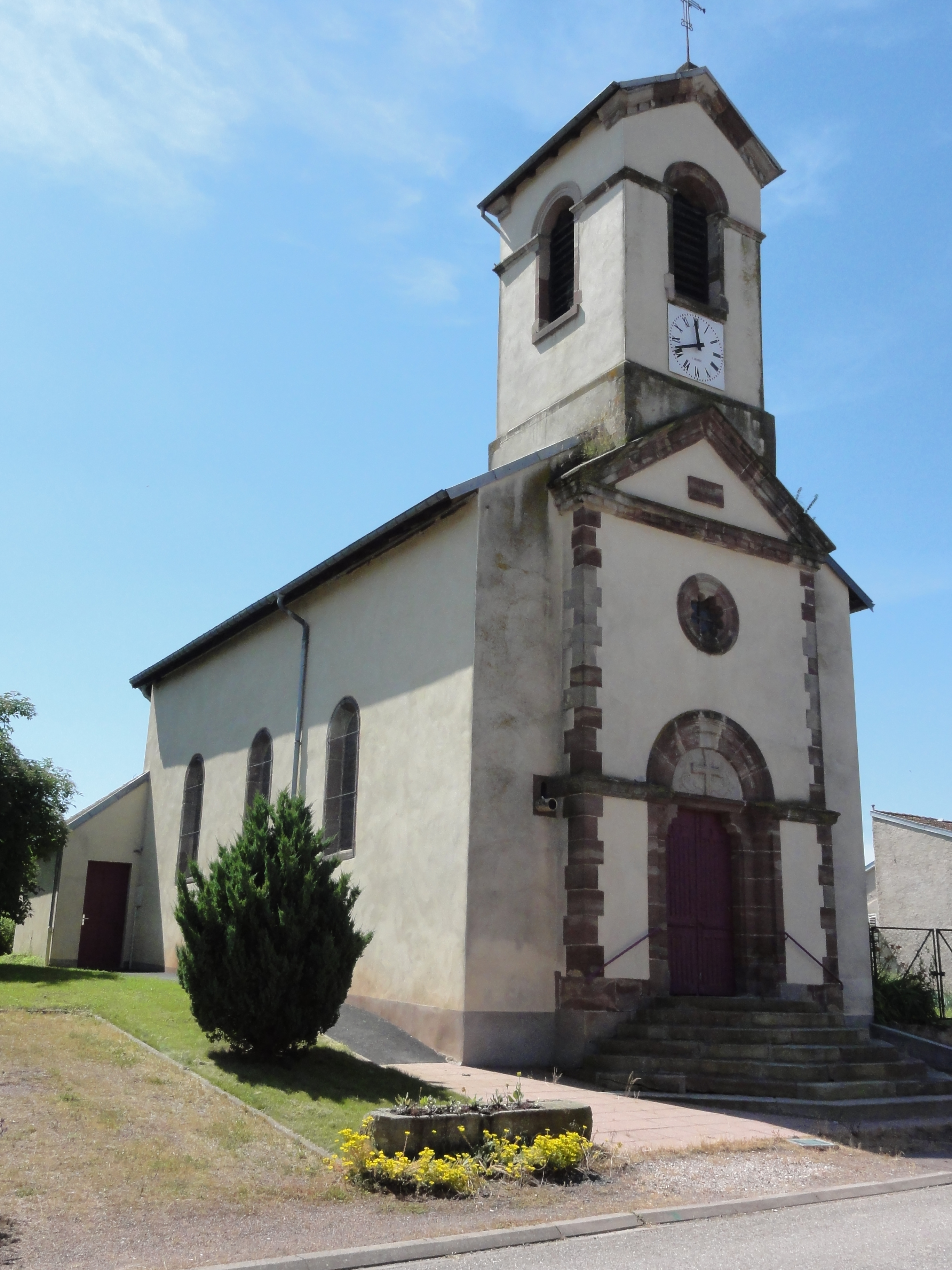
L'église.

### Lieux et monuments
- Moulin à blé, puis plâtrière et usine de chaux, établi dans la 2e moitié du XVIIIe siècle, agrandi au milieu du XIXe siècle. Possédait trois tournants en 1838. Une plâtrière y est adjointe entre 1838 et 1843. La mouture du blé est abandonnée avant 1908, construction d'un atelier de fabrication supplémentaire dans les premières années du 1er quart du XXe siècle à la suite de la transformation des bâtiments en usine de chaux, elle-même désaffectée avant 1927. Actuellement entrepôt agricole.
- Église Saint-Urbain XVIIIe siècle.

### Héraldique
| Blason de Pettonville | Blason  | D'argent à la fasce ondée d'azur accompagnée en chef à dextre, d'un lion de gueules armé, lampassé et couronné d'or, à senestre d'une coquille de sable et en pointe d'une branche d'osier de sinople. |
| Blason de Pettonville | Détails | Le statut officiel du blason reste à déterminer. |